# Amaurosoma bernasconii
Amaurosoma bernasconii är en tvåvingeart som beskrevs av Sifner 2008. Amaurosoma bernasconii ingår i släktet Amaurosoma och familjen kolvflugor. Inga underarter finns listade i Catalogue of Life.